# Мбиа, Стефан
Стефа́н Мбиа́ Этунди́ (фр. Stéphane Mbia Etoundi; 20 мая 1986, Яунде, Камерун) — камерунский футболист, полузащитник. Выступал в сборной Камеруна.

## Карьера

### Клубная
Играть в футбол учился в спортивной академии Каджи из города Дуала, затем 2 сезона выступал за одноимённый клуб. В своё время, в этой академии постигали азы футбола Самюэль Это’о и Эрик Джемба-Джемба.
С 2004 года играл за клуб «Ренн». Сначала выступал за клуб «Ренн-Б». Всего в сезоне 2004/05 провел лишь одну игру — 19 февраля 2005 года вышел на замену в матче против «Ниццы». «Ренн» занял четвёртое место и получил право играть в Кубке УЕФА.
Мбиа играл в трёх матчах Кубка УЕФА — против «Штутгарта» (0:2), «Шахтёра» (0:1) и «Рапида» (0:2). «Ренн» проиграл все 4 игры группового турнира.
В сезоне 2005/06 футболист постепенно стал игроком основного состава, проведя 22 игры. «Ренн» стал 7-й командой чемпионата и дошёл до полуфинала кубка Франции, где проиграл «Марселю».
Сезон 2006/07 игрок провел полноправным игроком основного состава, проведя 30 игр в чемпионате. Забил единственный гол — 4 ноября 2006 года в ворота «Лиона». «Ренн» занял 4-е место, уступив ставшей 3-й «Тулузе» всего один пункт. Весной 2007 года произошёл конфликт между Мбиа и форвардом «Лиона» Миланом Барошем. Жест показанный Барошем, был расценен как проявление расизма. Дисциплинарная комиссия дисквалифицировала Бароша на три матча.
В розыгрыше Кубка УЕФА Мбиа играл в обоих матчах отборочного этапа против болгарского «Локомотива» (3:1 и 1:2) и в двух матчах группового этапа против «Базеля» (0:1) и хорватского «Динамо» (1:1). В матче против «Динамо» Мбиа сравнял счёт на 88-й минуте. «Ренн» занял последнее место в группе.
Сезон 2007/08 для игрока был омрачен травмой бедра из-за чего игрок на месяц выбыл из строя. Всего в сезоне футболист провел 25 игр и отличился трижды. «Ренн» занял шестое место в чемпионате.
Летом 2008 года в услугах Мбиа были заинтересованы клубы английской Премьер-лиги «Арсенал», «Эвертон», «Ньюкасл Юнайтед» и «Тоттенхэм Хотспур», а также шотландские «Селтик» и «Рейнджерс». Несмотря на желание игрока играть в Англии, клуб его не отпустил. Позже Мбиа заявил, что не жалеет о том, что остался во Франции.
В Кубке УЕФА сезона 2008/09 футболист играл в обоих матчах первого раунда против «Твенте» (2:1 и 0:1), причем забил один гол. В сезоне 2008/09 постоянно выходил в основном составе команды. Клуб занял седьмое место.
13 июля 2009 года за 12 миллионов евро перешёл в марсельский «Олимпик». Контракт рассчитан на четыре года. В составе «Марселя» провёл первый матч 22 августа 2009 года против клуба «Ренн».

### Сборная Камеруна
В составе юношеской команды страны выступал в финальной стадии чемпионата мира по футболу до 17 лет, который проходил в 2003 году в Финляндии. Все свои встречи камерунцы завершили вничью — 1:1 с Бразилией, сборная которой выиграла чемпионат, 1:1 с Йеменом и 5:5 с португальцами. Забив гол на 4-й минуте добавленного времени матча, Мбиа установил окончательный счёт встречи с португальцами.
За главную сборную страны выступает с 2006 года.
В 2008 году в составе сборной играл в матчах Кубка африканских наций. Забил 2 гола, в том числе и победный, сборной Туниса в матче четвертьфинала, который закончился победой камерунцев со счётом 3:2. Сборная Камеруна, уступив в финале 0:1 команде Египта, заняла второе место на турнире.
В августе 2008 года играл за сборную на Олимпийских играх в Пекине. Сборная вышла из группы, заняв второе место. Камерунцы сыграли вничью со сборными Южной Кореи и Италии, а также обыграли Гондурас со счётом 1:0, единственный мяч забил Стефан Мбиа. В четвертьфинале камерунцы в добавочное время уступили сборной Бразилии со счётом 0:2.

## Достижения
«Олимпик Марсель»
- Чемпион Франции: 2009/10
- Обладатель Кубка французской лиги: 2009/10, 2010/11, 2011/12
- Обладатель Суперкубка Франции: 2011
- Финалист Кубка Франции: 2008/09

«Севилья»
- Победитель Лига Европы: 2013/14

Сборная Камеруна
- Серебряный призёр Кубка африканских наций: 2008